# Urbana (Illinois)
Pour les articles homonymes, voir Urbana.
Urbana  (en anglais [ɜːrˈbænə]) est une ville universitaire de l'État de l'Illinois, aux États-Unis, ainsi que le siège du comté de Champaign. Avec sa ville jumelle Champaign, elles encadrent le campus le plus important de l'université de l'Illinois : le campus d'Urbana-Champaign.
Urbana est située à 2 h 30 environ de route au sud de Chicago, à environ la même distance d'Indianapolis, dans l'Indiana, et à 3 heures de route environ de Saint-Louis, dans le Missouri.

## Démographie
Selon le recensement de 2000 du Bureau du recensement des États-Unis, il y a 36 395 habitants dans la ville, 14 327 ménages et 6 217 familles. Sa densité de population est de 1339,6 hab/km². 67,01 % de la population s'est identifié comme blanche, 14,34 % afro-américaine, 0,18 % amérindienne, 14,24 % d'origine asiatique, 0,04 % originaire des îles du Pacifique, 1,76 % d'un autre groupe ethnique, 2,45 % de deux ou plus groupes ethniques. 3,54 % de la population est hispanique (notion qui ne préjuge d'aucun groupe ethnique).
Parmi les 14 327 foyers, 20,1 % comptaient un ou des enfants de moins de 18 ans, 32,2 % étaient des couples mariés vivant ensemble, 8,7 % avaient un chef de famille féminin sans mari, et 56,6 % étaient des foyers non familiaux. 36,6 % des foyers étaient constitués d'un individu vivant seul et 8,1 % d'un individu seul de 65 ou plus. Le nombre moyen de personnes par foyer était de 2,14 et la famille moyenne comptait 2,83 membres. 
De toute la population de la ville, 14,9 % avaient moins de 18 ans, 36,2 % avaient entre 18 et 24 ans, 26,4 % de 25 à44ans, 13,2 % de 45 à 64 ans, et 9,3 % 65 ans et plus. L'âge médian était de 25 ans. Pour environ 100 femmes il y avait 111,3 hommes. Pour 100 femmes de 18 ans et plus, il y avait 111,7 hommes.

## Jumelages
- Thionville (France) depuis 2019[1]

## Personnage de fiction
L'ordinateur HAL 9000 du film 2001, l'Odyssée de l'espace a été activé le 12 janvier 1992 à l'usine HAL, son instructeur était Monsieur Hangley.